# 4512 Sinuhe
4512 Sinuhe је астероид главног астероидног појаса чија средња удаљеност од Сунца износи 2,764 астрономских јединица (АЈ).
Апсолутна магнитуда астероида је 11,9.